# Viol à l'italienne
Pour plus de détails, voir Fiche technique et Distribution.
Viol à l'italienne (La smania addosso) est une comédie de mœurs italienne de Marcello Andrei sortie en 1963.
Le film est une comédie à l'italienne qui dénonce la tradition sicilienne du « matrimonio riparatore » ou « mariage réparateur », cette forme de mariage forcé entre un violeur et une violée pour laver l'honneur de leurs familles. Les acteurs parlent un mélange de sicilien et d'italien.

## Synopsis
Totò et Nicola Badalà, deux jeunes Siciliens, ont violé leur amie Rosaria Trizzini dans un village. Les proches et les institutions de la ville, y compris les carabiniers et la mafia, exigent le mariage réparateur de l'un des deux jeunes hommes. D'une part, deux avocats réputés parviennent à disculper leurs accusés lors du procès : Totò parce qu'il a été provoqué par la jeune fille, et Nicola parce qu'il était impuissant. De plus, le destin veut que Totò tombe amoureux de la jeune femme violée Rosaria, tandis que Nicola tombe amoureux de son amie Carmelina.

## Fiche technique
- Titre original italien : La smania addosso[1]
- Titre français : Viol à l'italienne ou Le Feu dans les têtes ou Premiers Frissons ou La Frénésie[2]
- Réalisateur : Marcello Andrei
- Scénario : Giuseppe Berto, Giuseppe Mangione, Alberto Bevilacqua, Lucia Drudi Demby (it), Marcello Andrei, Leonardo Sciascia, Dante Troisi
- Photographie : Riccardo Pallottini (it)
- Montage : Renato Cinquini (it)
- Musique : Carlo Rustichelli
- Décors : Saverio D'Eugenio (it)
- Costumes : Giuliano Papi
- Production : Otello Cocchi, Georges Agiman
- Sociétés de production : Mec Cinematografica, Agiman Films
- Pays de production :  Italie
- Langue originale : italien
- Format : Noir et blanc - 2,35:1 - Son mono - 35 mm
- Durée : 85 minutes
- Genre : Comédie de mœurs, comédie à l'italienne
- Dates de sortie :
  - Italie : 20 février 1963
  - France : 27 mars 1968[2]

## Distribution
- Nino Castelnuovo :  Nicola Badalà
- Gérard Blain : Totò
- Annette Stroyberg : Rosaria Trizzini
- Mariangela Giordano : Carmelina
- Vittorio Gassman : avocat de Mazzarò
- Gino Cervi : avocat de D'Angelo
- Lando Buzzanca : carabinier Sanfilippo
- Ernesto Calindri : Don Salvatore.
- Umberto Spadaro : don Luigino Trizzini
- Ignazio Balsamo : don Nenè
- Carla Calò : Père Noël
- Alfredo Varelli : Brigadier Maioli
- Renato Pinciroli : le président de la Cour
- Attilio Dottesio : le procureur de la République
- Leopoldo Trieste : don Calogero
- Anna Di Leo : la femme de chambre
- Tano Cimarosa : un des mafiosi
- Michele Cimarosa : un des mafiosi
- Rina Franchetti : Rita